# Iodeto de sódio
Iodeto de sódio é um composto químico, de fórmula NaI. É um sal branco e cristalino usado na detecção de radiação e na prevenção e tratamento da deficiência de iodo (bócio endêmico).